# Phalacrotophora brunnescens
Phalacrotophora brunnescens är en tvåvingeart som beskrevs av Borgmeier 1961. Phalacrotophora brunnescens ingår i släktet Phalacrotophora och familjen puckelflugor. Inga underarter finns listade i Catalogue of Life.